# Nationaal Open
Het Nationaal Open is een jaarlijkse golfwedstrijd waar de beste amateurgolfers en golfprofessionals aan meedoen. Het toernooi werd in 1929 gestart en de eerste winnaar was Dirk Oosterveer.

## Nationaal Open Heren
De totale wedstrijd bestaat uit vier rondes van 18 holes, de wedstrijdvorm is strokeplay. Na twee dagen is er een cut, waarna de beste 50 spelers (en degenen met dezelfde score als nummer 50) door mogen om nog twee dagen te spelen.

### Winnaars 1991 tot heden
De huidige beker dateert uit 1991.
Het Nationaal Open werd gewonnen door onder andere:

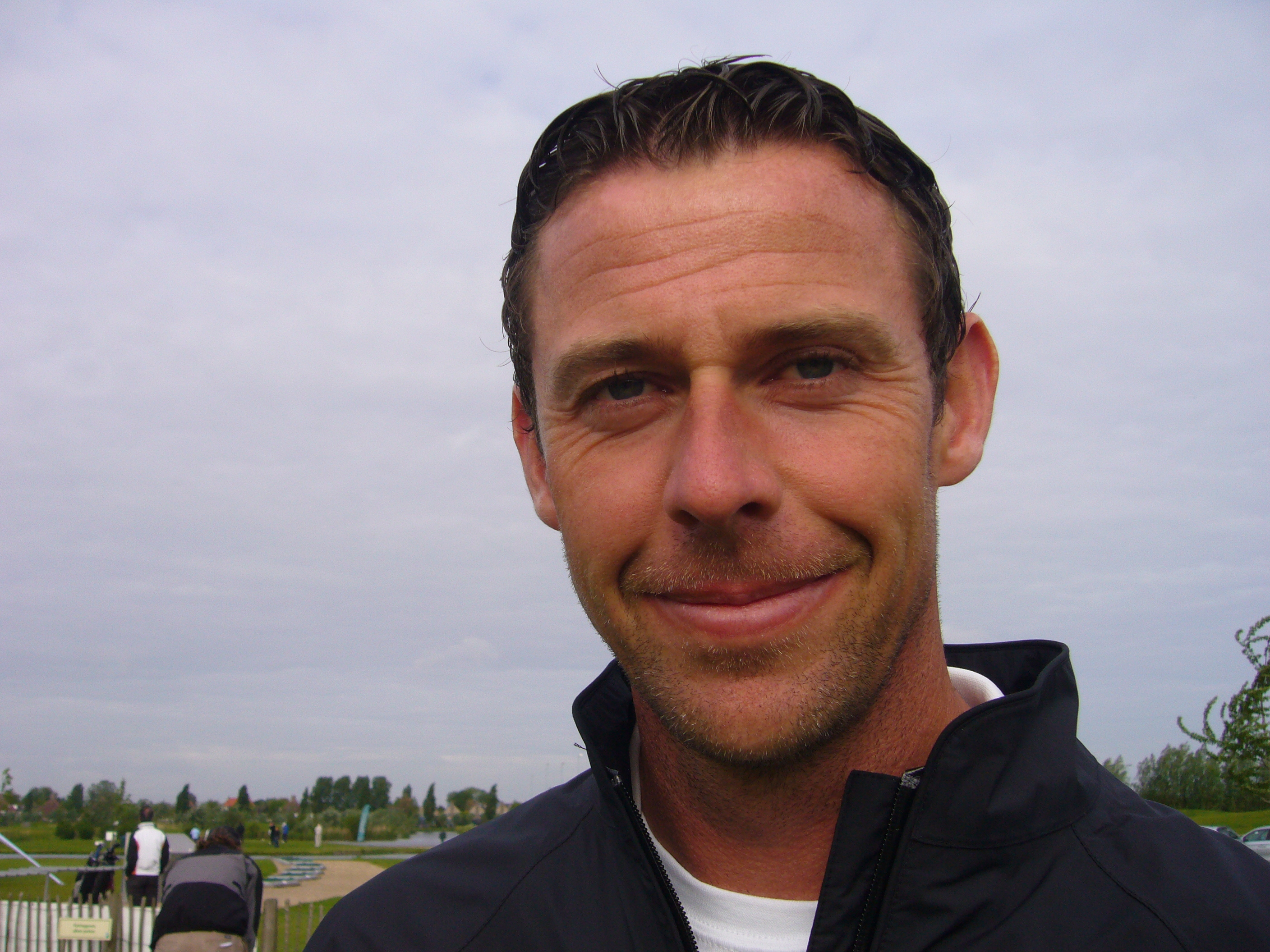
Ben Collier, winnaar 2011

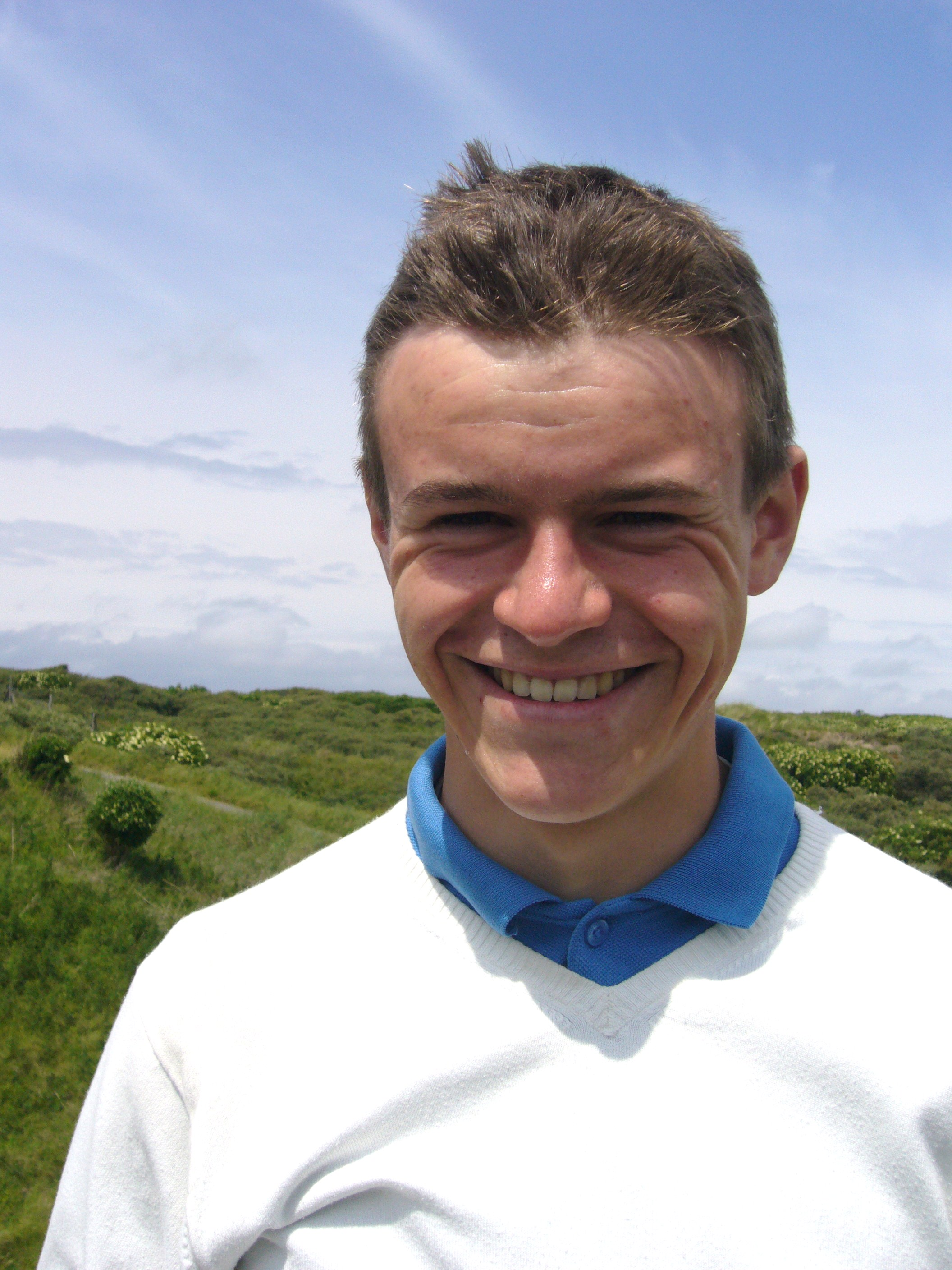
Daan Huizing, winnaar 2010 en 2012

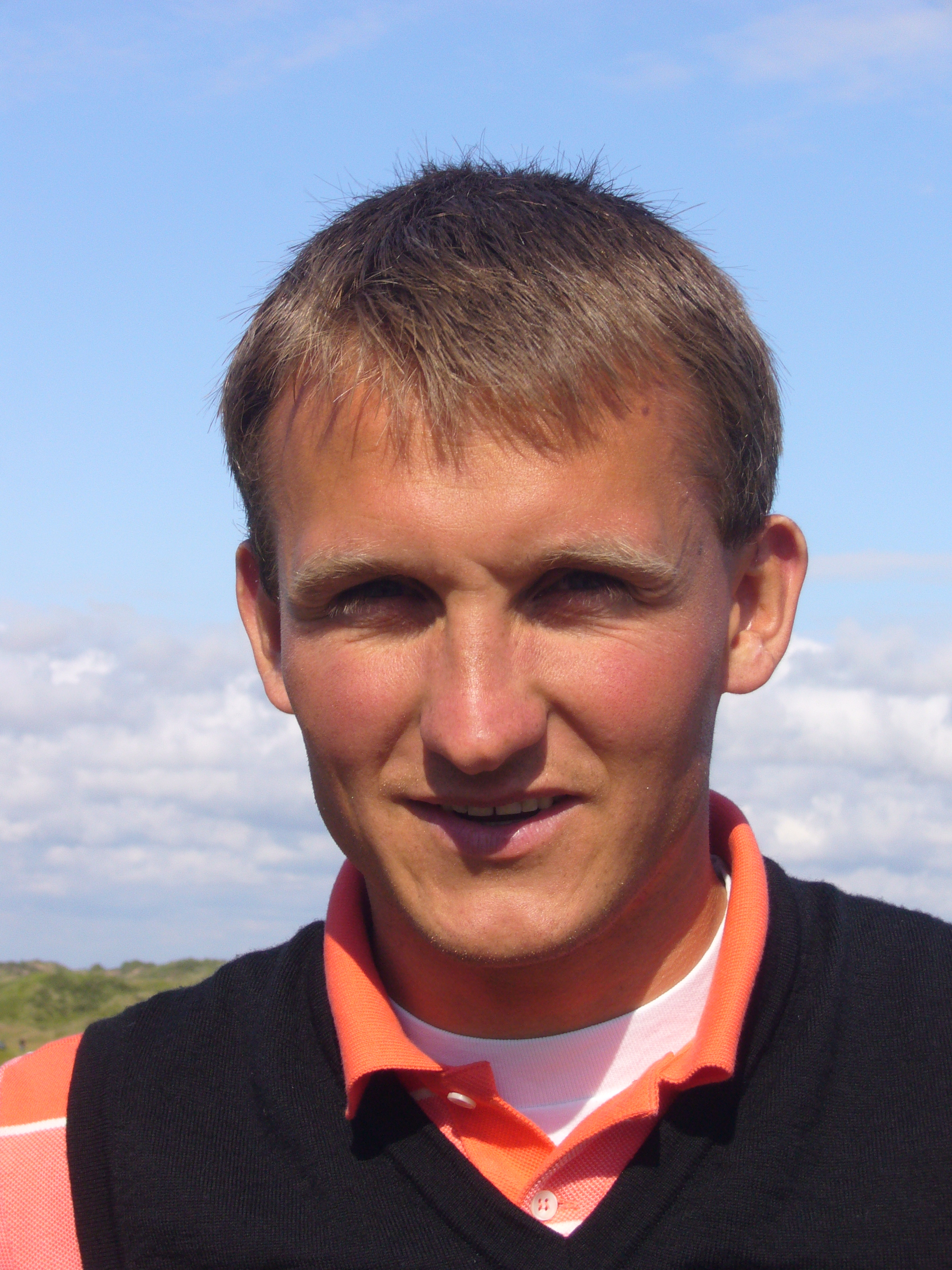
Tjeerd Staal, beste pro 2009

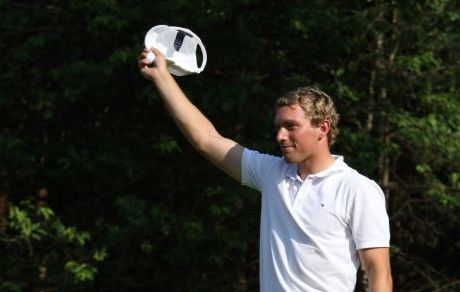
Floris de Vries, winnaar 2008

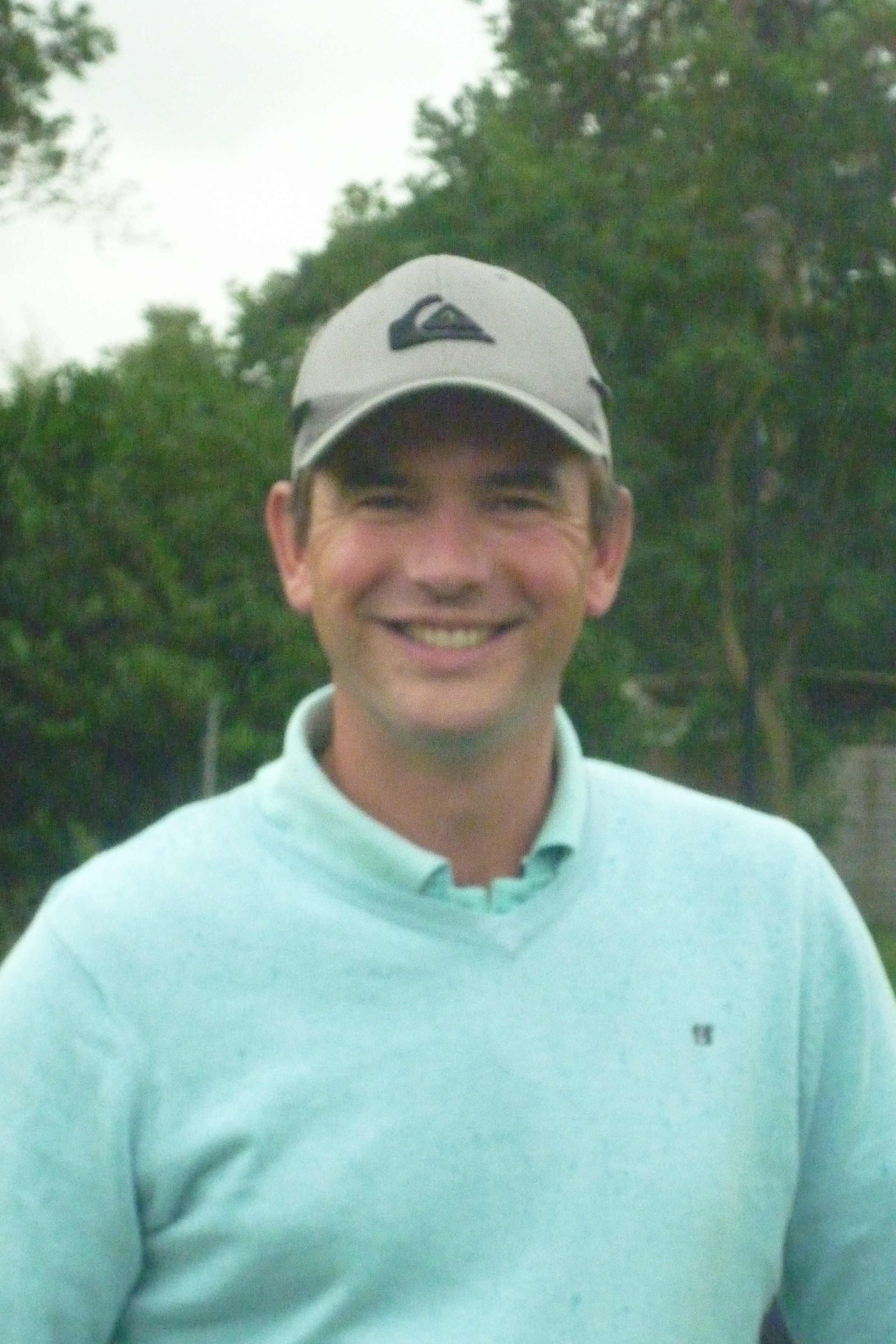
Robin Swane, winnaar 2007

| Jaar                  | Baan                      | Winnaar                                                | Pro / Am       |
| Nationaal Open        | Nationaal Open            | Nationaal Open                                         | Nationaal Open |
| --------------------- | ------------------------- | ------------------------------------------------------ | -------------- |
| 1991                  |                           | Jonas Saxton                                           | Pro            |
| 1992                  | Hilversumsche             | Constant Smits van Waesberghe                          | Pro            |
| 1993                  | de Pan                    | John Woof                                              | Pro            |
| Nedcar Nationaal Open |                           |                                                        |                |
| 1994                  | Hoenshuis                 | Rolf Muntz (281)                                       | Pro            |
| 1995                  | Rosendaelsche             | Rolf Muntz Maarten Lafeber                             | Pro Am         |
| 1996                  |                           | Niels Boysen                                           | Am             |
| 1997                  | Rosendaelsche             | Brian Gee                                              | Pro            |
| 1998                  | Oosterhoutse Golf Club    | Stuart Mathie                                          | Pro            |
| 1999                  | Brunssummerheide          | Adrian Morley                                          | Pro            |
| 2000                  |                           | Stéphane Lovey                                         | Pro            |
| 2001                  | Broekpolder               | Guido van der Valk                                     | Am             |
| 2002                  |                           | Joost Steenkamer Maarten Slootmaekers                  | Pro Am         |
| 2003                  | Lochemse                  | Rick Huiskamp                                          | Am             |
| 2004                  | Noordwijkse               | Niels Kraaij                                           | Pro            |
| 2005                  | Rosendaelsche             | Joost Luiten                                           | Am             |
| 2006                  | Noordwijkse               | Wil Besseling                                          | Am             |
| 2007                  | Hilversumsche             | Robin Swane                                            | Pro            |
| 2008                  | Rosendaelsche             | Floris de Vries                                        | Am             |
| Ricoh Nationaal Open  |                           |                                                        |                |
| 2009                  | Noordwijkse               | Jurrian van der Vaart (290, +2) Tjeerd Staal (293, +5) | Am Pro         |
| 2010                  | Oosterhoutse Golf Club    | Daan Huizing (-9) Sander van Duijn (-6)                | Am Pro         |
| Nationaal Open        |                           |                                                        |                |
| 2011                  | Golfclub Houtrak          | Ben Collier                                            | Pro            |
| 2012                  | Utrechtse Golfclub de Pan | Daan Huizing (277,-11)                                 | Am             |
| 2013                  | Rosendaelsche             | Inder van Weerelt (-12)                                | Pro            |
| 2014                  | Haagsche G&CC             | Ralph Miller (-1)                                      | Pro            |
| 2015                  | Hilversumsche Golf Club   | Darius van Driel (-12)                                 | Pro            |
| 2016                  | Hilversumsche Golf Club   | Ralph Miller (-6)                                      | Pro            |
| 2017                  | Goyer G&CC                | Fernand Osther (-1)                                    | Pro            |
| 2018                  | Golfclub De Hoge Kleij    | Koen Kouwenaar (par)                                   | Am             |
| 2021                  | UGC De Pan                | Sven Maurits (-12)                                     | Pro            |
| 2022                  | Noordwijkse               | Jan Willem van Hoof (-7)                               | Pro            |

### Winnaars 1929-1990
| Jaar | Baan                      | Winnaar                       | Pro / Am |
| ---- | ------------------------- | ----------------------------- | -------- |
| 1929 | Haagsche G&CC             | Dirk Oosterveer               | Pro      |
| 1930 |                           |                               | Pro      |
| 1931 | Rosendaelsche Golfclub    | Jos van Dijk                  | Pro      |
| 1932 |                           |                               | Pro      |
| 1933 |                           |                               | Pro      |
| 1934 |                           |                               | Pro      |
| 1935 |                           |                               | Pro      |
| 1936 | Amsterdamse Golf Club     | Jos van Dijk                  | Pro      |
| 1937 | Haagsche G&CC             | Joop Rühl                     | Pro      |
| 1938 |                           |                               | Pro      |
| 1939 |                           |                               | Pro      |
| 1940 |                           |                               | Pro      |
| 1941 |                           | Joop Rühl                     | Pro      |
| 1942 |                           | Joop Rühl                     | Pro      |
| 1954 |                           | Gerard de Wit                 | Pro      |
| 1980 |                           |                               | Pro      |
| 1981 |                           |                               | Pro      |
| 1982 |                           | Joost Hage                    | Am       |
| 1983 |                           |                               | Pro      |
| 1984 |                           | Barend van Dam                | Am       |
| 1985 |                           | Donald Armour                 | Pro      |
| 1986 | Broekpolder               | Bart Nolte                    | Am       |
| 1987 | Utrechtse Golfclub de Pan | Constant Smits van Waesberghe | Am       |
| 1988 |                           |                               |          |
| 1989 |                           | Jonas Saxton                  | Pro      |
| 1990 |                           | Jonas Saxton                  | Pro      |

- Lijst van winnaars is nog zeer onvolledig.[bron?]

## Nationaal Open Dames
Het toernooi van de dames werd in 2011 uitgebreid van 54 holes naar 72 holes. Daarmee liep het gemiddelde aantal deelneemsters terug van 24 naar 17. In 2011 eindigde het Nationaal Open in een play-off, waarbij Ileen Domela Nieuwqenhuis won van Charlotte Puts.
| Jaar | Baan                           | Winnares                    | Score | Score | Pro / Am |
| ---- | ------------------------------ | --------------------------- | ----- | ----- | -------- |
| 2002 |                                | Charlotte Heeres            |       |       | Am       |
| 2003 |                                | Charlotte Heeres            |       |       | Am       |
| 2004 |                                | Myrte Eikenaar              |       |       | Am       |
| 2005 | de Koepel                      | Christel Boeljon            |       |       | Am       |
| 2006 | Golfclub De Hoge Kleij         | Marieke Nivard              |       |       | Am       |
| 2007 | Utrechtse Golfclub Amelisweerd | Kyra van Leeuwen            | 212   | +2    | Am       |
| 2008 | de Koepel                      | Christel Boeljon            | 204   | -6    | Am       |
| 2009 | Haagsche G&CC                  | Christel Boeljon            | 227   | +11   | Pro      |
| 2010 | Best Golf & Country Club       | Chrisje de Vries            | 210   | -6    | Am       |
| 2011 | Golfclub Houtrak               | Ileen Domela Nieuwenhuis po | 287   | -1    | Am       |
| 2012 | Utrechtse Golfclub de Pan      | Ileen Domela Nieuwenhuis    | 298   | +10   | Am       |
| 2013 | Rosendaelsche Golfclub         | Dewi Weber                  | 291   | +7    | Am       |
| 2014 | Haagsche G&CC                  | Roos Haarman                | 299   | +11   | Am       |
| 2015 | Hilversumsche Golf Club        | Anne van Dam                | 278   | -10   | Pro      |
| 2016 | Hilversumsche Golf Club        | Roos Haarman                | 289   | +1    | Am       |
| 2017 | Goyer G&CC                     | Romy Meekers                | 292   | +4    | Am       |
| 2018 | Golfclub De Hoge Kleij         | Mayka Hoogenboom            | 290   | +2    | Am       |

## Nationaal Senior Open
Voor spelers die de leeftijd van 50 jaar hebben bereikt, wordt het Nationaal Senior Open georganiseerd. De wedstrijd bestaat uit 36 holes en wordt sinds de eerste keer in 2002 op Golfclub de Merwelanden gespeeld.
In september 2007 won Jan Dorrestein voor de 4e keer het Riwal Nationaal Senior Open.